# Trigonella griffithii
Trigonella griffithii är en ärtväxtart som beskrevs av Pierre Edmond Boissier. Trigonella griffithii ingår i släktet trigonellor, och familjen ärtväxter. Inga underarter finns listade i Catalogue of Life.